# Santa Coloma de Cervelló
Santa Coloma de Cervelló este o localitate în Spania în comunitatea Catalonia în provincia Barcelona. În 2006 avea o populație de 7.314 locuitori cu o suprafață de 7 km2.
A fost declarat sit de interes cultural în 1991. Una dintre principalele sale atracții turistice este Cripta lui Gaudí.
1. ↑  Nomenclátor Geográfico de Municipios y Entidades de Población (20240402 edition)
2. ↑   https://torrent.cat/lajuntament/equip-de-govern/ Lipsește sau este vid: |title= (ajutor)
3. 1 2   http://www.idescat.cat/pub/?id=aec&n=925&t=2016 Lipsește sau este vid: |title= (ajutor)
4. ↑   https://www-idescat-cat.sire.ub.edu/codis/?id=50&n=9&c=082444&lang=es Lipsește sau este vid: |title= (ajutor)
5. ↑  „Tres pueblos con encanto cerca de Barcelona • Vive Barcelona” (în spaniolă). Vive Barcelona. 21 august 2020. Arhivat din original la 9 iulie 2021. Accesat în 2 iulie 2021.